# Heliopsychidea graecella
Heliopsychidea graecella is een vlinder uit de familie zakjesdragers (Psychidae). De wetenschappelijke naam van deze soort is voor het eerst geldig gepubliceerd in 1866 door Millière.
De soort komt voor in Europa.